# Союзники (комикс)
«Сою́зники» — серия российских комиксов в жанрах психологического триллера и шпионского боевика о похождениях бывшей воровки и агента спецслужб Ники Чайкиной и её соратников, пытающихся овладеть случайно обретёнными сверхспособностями. Публиковалась российским издательством Bubble Comics с января 2017 года по июнь 2020. Сценаристом почти всех выпусков комикса являлась Наталия Девова, иллюстрации для большинства выпусков рисовала художница Алина Ерофеева, изредка сменяемая Мариной Приваловой и другими художниками издательства. Является продолжением комикса 2012 года «Красная Фурия», вышедшим в рамках инициативы Bubble «Второе дыхание».
В центре сюжета «Союзников» оказываются бывшие члены команды «МАК» — Международного агентства контроля, секретной организации, в чью деятельность входило предотвращение международных конфликтов. Разрозненным и разбитым героям приходится заново учиться жить, кому — с полученными увечьями, другим — с полученными сверхспособностями. Объединившись в команду «Союзников» во главе с Никой Чайкиной, бывшие секретные агенты занимаются спасением оперённых, людей со сверхсилами, от преследования обществом.
«Союзники» были признаны профильными журналистами самым удачным перезапуском комиксов Bubble. Среди положительных сторон критики прежде всего выделяли работу Наталии Девовой над сценарием и переосмыслением концепта «Красной Фурии», превратившем некогда абсурдный, сумбурный и страдающий от объективации своих героинь комикс в эмоциональную, глубокую драму о надломленных людях, пытающихся начать новую жизнь. Также отмечали иллюстрации Алины Ерофеевой, Марины Приваловой и Анны Рудь. В целом, негативно были приняты только элементы ужасов и слэшера в некоторых сюжетах комикса.

## Сюжет
Вводный сюжет «Перед рассветом» повествует о судьбе поверженной команды «МАК». Тяжело раненая Ника Чайкина, одна из основных оперативников команды, оказывается в неизвестной больнице, где с ужасом узнаёт о потере обеих ног. Медперсонал уверяет её, что они смогут помочь ей поправиться и разработать необходимые протезы, однако вскоре девушка узнаёт, что на самом деле её друзей и её саму держит в заложниках их заклятый враг — оружейный магнат Август ван дер Хольт. Единственный оставшийся на свободе агент «МАК», хакер Джонни Симмонс, собирает команду из новой напарницы Садап и старого врага Джесси Родригез, ранее работавшей на Хольта, чтобы спасти своих друзей. Благодаря их помощи Джонни удаётся спасти Лотту, Артура, Джоша, страдающего неизвестной болезнью, и саму Нику. Теперь новая команда из беглецов решает отправиться в крепость «Асулбург» в Антарктиде, чтобы укрыться там от преследования Хольта и восстановиться после плена.
Сюжет «Естественный отбор» повествует об учёной мисс Игнис и её ассистенте 12-летнем киборге Илайасе. Ранее работавшая на компанию Хольта, Holt International, Игнис подстраивает своё и Илайаса похищение, чтобы покинуть Holt International и вместе с наёмниками отправиться в крепость «Асулбург», в которой якобы находится необходимое для учёной оборудование. В крепости наёмники сталкиваются с одержимой Лоттой, убивающей их одного за другим и пожирающей их плоть. Как оказалось, болезнь Джоша и безумие Лотты связаны с контактом с богом-вороном Кутхом, которому «МАК» не так давно противостоял (сюжет «Условный рефлекс»). Джош взрывается, превращаясь в некое подобие куколки, а обезумевшая Лотта, следуя за видениями, пытается добраться до Ники. Совместными усилиями команде удаётся остановить Лотту и изолировать её. Также они находят и знакомятся с Игнис, которая на самом деле прибыла в «Асулбург», чтобы присоединиться к друзьям Ники и помочь реабилитироваться Лотте с Джошем, а также другим людям, подвергшимся действию пера Кутха — «оперённым». Команда в одноимённом сюжете отправляется на «Огненную землю» — архипелаг, на котором обитает в затворничестве учёный Жан Робида, коллега Игнис, вместе со своим внуком Морелем, и проводит странные эксперименты и исследования. Игнис попросила привезти ей бывшего коллегу, чтобы он оказал ей помощь в реабилитации Джоша и Лотты. По прибытии команда находит Мореля, который рассказывает, что вместе с дедом нашёл перо Кутха, после чего дух его деда вселился в сознание Мореля и оттуда может управлять неодушевлёнными предметами, в том числе своим мёртвым телом. Зомби Жан нападает на команду, но им удаётся успешно от него отбиться и, забрав с собой Мореля, вернутся в «Асулбург».
В это время Джош «вылупляется» из куколки. Оказывается, что теперь он обладает телепатией и возможностью проводить через себя чувства окружающих — супер-эмпатию. Таким образом, если рядом с Джошем кто-то чувствует боль, то она также распространяется и на других находящихся рядом. С помощью его новообретённых способностей героям удаётся контролировать Лотту, успокаивая её положительными эмоциями (сюжет «Имаго»). Тем временем Хольт начинает охоту на оперённых (кроссовер «Охота на ведьм»). В качестве места для будущей тюрьмы для оперённых Хольт выбирает «Асулбург» и направляет туда своих людей. Из-за этого героям приходится срочно сбегать из своего нового дома, чтобы не попасться «Инквизиции» Хольта. В сюжете «Без ума» команде удаётся спасти оперённого Михаила Алвареса, который получил способность нравиться людям до такой степени, что вызывает у находящихся рядом наркотическую жажду поедать его плоть, а Ника наконец получает протезы и возможность вновь ходить. Постепенно жизнь оперённых налаживается, они учатся пользоваться своими суперсилами (сюжет «Отчуждение»). Однако Ника не единственная, кто собирает вокруг себя оперённых. Команду союзников собирает также сын могущественного волшебника, Магистр, чтобы повести их на войну против Хольта и всего человечества (сюжет «Изгои»).
В сюжете «Оборотная сторона» Holt International задерживает нескольких оперённых: Люку Логан, ставшую полу-скорпионом, и Мёрдока МакАлистера, ирландского террориста, участвовавшего в событиях «Майора Грома» и «Времени Ворона». После воздействия на него пера Кутха, МакАлистер начал неконтролируемо превращаться в монстра-оборотня. Помимо оперённых в «Асулбурге» также находится сестра Хольта, Мико, получившая способность «выключать» сверхспособности оперённых прикосновением. Для этого её держат рядом с тюрьмой, но девушку это не устраивает. Тем временем внедрившийся в Holt International Кирк О’Райли, старый товарищ Мёрдока, совместно с командой Ники придумал план вызволения его из тюрьмы. В это же время на «Асулбург» нападает Андрей Радов, один из людей некогда одолевших Кутха, а теперь стремящийся уничтожить всю магию в мире, считая ей главным источником всего зла (кроссовер «Крестовый поход»). Видя что Ника, его соратница в битве с Кутхом, поддерживает оперённых, он нападёт на неё и её друзей. Героям чудом удаётся выжить в неравной битве с Радовым. Мико, лишившаяся во время нападения кистей обеих рук, присоединяется к команде Ники. Доктор Игнис разрабатывает ей протезы, которые позволяют девушке вновь использовать свои способности, чем она и пользуется, излечивая Мёрдока (сюжет «Работа над ошибками»).
После захвата Радовым церкви в Москве и последующей за этим битвы между оперёнными, Радовым и Хольтом остаётся множество жертв, в том числе и среди обычных жителей. Ника и команда, имея видеозапись, на которой солдаты Хольта расстреливают мирных жителей во время конфликта в церкви, обнародуют её общественности, чтобы скомпрометировать своего врага (сюжет «Падение Голиафа»). В ответ Хольт запускает прямую трансляцию, во время которой рассказывает смотрящим о своей борьбе против оперённых, причине их появления, а также убивает нескольких на камеру. Он раскрывает, что на самом деле работал на некое «Высшее общество» на подобии Иллюминатов — «Демиургов» (сюжет «Пожинающий бурю»). В конце он зовёт на встречу Нику Чайкину, в надежде отомстить ей прежде чем его убьют люди, на которых он работал. По итогу, Август объединяется с «Союзниками» против «Демиургов». Одолев их, Август высказывает желание присоединиться к Нике и её команде, но та в ответ убивает его, считая что Хольт никогда не изменится и что это единственный способ избежать будущих убийств с его стороны (сюжет «Цена прощения»). После смерти брата, Мико перенимает его компанию по наследству и запускает программу «Возвращение», в рамках которой она помогает оперённым избавиться от своих суперспособностей. Однако группа оперённых, собранная Магистром, объявляет войну Мико, на что та просит «Союзников» помочь ей одолеть их (сюжет «На круги своя»).
Выполнив просьбу Мико, «Союзники» просят её лишить их суперсил (сюжет «Цепная реакция»). Прежде чем сделать это, Мико просит о последней услуге: использовать суперсилу Джоша, чтобы лидеры воинственных оперённых публично отказались от своих способностей среди многотысячной аудитории на стадионе. Джош соглашается, однако всё идёт не по плану: одна из оперённых, подобравшись достаточно близко к Мико, атакует её и убивает, делая излечение остальных оперённых невозможным. В качестве мести, Михаил Алварес распыляет частички себя над стадионом, вызывая у всех присутствующих сильнейшую наркотическую зависимость, а сам кончает жизнь самоубийством. Дабы нейтрализовать действие наркотика, Джошуа воздействует на чувства и эмоции всех присутствующих, но при этом погибает. Несмотря на происшедшее, поступок Джоша заставил общество пересмотреть своё отношение к оперённым. «Союзники» расходятся и каждый начинает жизнь с чистого листа.

### Основные персонажи
- Ника Чайкина — когда-то была профессиональной воровкой и агентом команды «МАК», ныне — лидер «Союзников». В одной из битв с Holt International лишилась обеих ног и теперь вынуждена привыкать к новой жизни, а также быть лидером оперённых.
- Лотта Лемке — бывший член «МАК», специалистка по штурмовым операциям. Получила сверхчеловеческую силу и ловкость, а также возможность регенерации через поглощение человеческой плоти.
- Джошуа Донато — бывший член «МАК», специалист по выживанию в экстремальных условиях. После влияния бога-ворона Кутха переродился в новом теле и теперь имеет возможность использовать телепатию, а также супер-эмпатию, воздействуя и передавая определённые чувства и эмоции другим людям.
- Джессика Родригез — бывшая подчинённая Августа ван дер Хольта и враг Ники Чайкиной и «МАК». Присоединяется к Нике и её друзьям в борьбе с Августом, чтобы перестать прятаться от него.
- Август ван дер Хольт — владелец Holt International, сделавший состояние на разработке мощного и технологичного оружия. Архивраг бывшей команды «МАК» и, в частности, Ники Чайкиной.
- Мико ван дер Хольт — младшая сестра Августа. После прикосновения с пером Кутха получила самую уникальную сверхсилу — лишать сверхсилы других оперённых.

## История создания

### Авторский состав
В декабре 2016 года издательство Bubble Comics объявило о закрытии четырёх своих линеек комиксов на 50-х выпусках: «Майора Грома», «Бесобоя», «Инока» и «Красной Фурии». Каждая из этих серий в январе 2017 года получила перезапуск в рамках инициативы, названной «Второе дыхание». Такое решение было принято чтобы привлечь новую аудиторию, а также кардинально обновить каждую серию. Так, взамен «Красной Фурии» стал выходить комикс «Союзники». Ответственным за сюжет стала сценаристка родом из Воронежа Наталия Девова, работавшая над сериями «Инок», «Бесобой» и «Инок против Бесобоя». Сама Девова до работы в Bubble активно занималась созданием собственных комиксов в тандеме с художницей Алиной Ерофеевой. Попав в издательство, ей удалось создать успешную серию «Экслибриум», после чего она также хотела заняться сюжетом «Красной Фурии», видя потенциал комикса. В течение нескольких выпусков, а именно 12 и 13, ей помогал историк комиксов, переводчик и сценарист родом из Коврова Алексей Волков. По такому случаю для 12 номера вышла альтернативная обложка авторства Алексея Горбута, в команде с которым Волков написал свои наиболее известные работы: комиксы «Победители Невозможного» и «Вор Теней».
Основным иллюстратором «Союзников» выступила украинская художница из Винницы Алина Ерофеева, давняя знакомая Девовой. Ерофеева не получала профильного образования и в художественном мастерстве являлась самоучкой. Поначалу рисовала для издательства интерактивных комиксов Narr8, однако постепенно интерес к анимированным комиксам пропал, после чего Алина перешла работать в Bubble Comics, через несколько месяцев позвав с собой и Наталию Девову. Вторым по частоте работы над серией иллюстратором, часто подменяющим Ерофееву, стала художница родом из Цимлянска Марина Привалова, успевшая в своё время поработать и над «Красной Фурией». Как и Ерофеева, Марина в своём творческом стиле вдохновлялась японской анимацией, а силы пробовала прежде всего в создании японских комиксов манга. Хоть художнице и было труднее справляться с рисовкой цветного комикса, чем с рисовкой чёрно-белой манги, держа в голове также и работу колориста по покраске рисунка, она отмечала что «Союзники» стали одной из её любимых серий в Bubble. Помимо Ерофеевой и Приваловой иллюстраторами «Союзников» успели побыть Мадибек Мусабеков, Джамиля Зульпикарова, Константин Тарасов и Анна Рудь.

### Дизайн персонажей
Работая над персонажами, доставшимися Девовой от основных авторов «Красной Фурии» Артёма Габрелянова и Сергея Волкова, Наталия решила кардинально переработать устоявшиеся образы почти каждого старого героя, в чём ей ассистировала Алина Ерофеева, делавшая наброски и концепты новых образов по описаниям Девовой. Так, главная героиня комикса, Ника Чайкина, лишилась обеих ног, стала инвалидом и больше не могла быть экшен-героем, как ранее. Чтобы подчеркнуть это, Ника изображалась подавленной, неряшливой и истощённой, вместо распущенных волос стала носить косу, а вместо спецкостюма и шпионской экипировки — спортивную или домашнюю одежду. Также сильно изменилась одна из противниц Ники, Джесси Родригез — ранее работавшая на Августа ван дер Хольта наёмница и нимфоманка, являвшаяся одним из объектов сексуализации в «Красной Фурии». После того как комикс перешёл к новой, полностью женской команде авторов, даже будучи полуобнажённой Родригез рисовалась «угловато» и «небрежно», что позволяло избегать объективации. Несмотря на это, рисуя героиню Ерофеева ориентировалась на рисовку Эдуарда Васина, одного из художников «Красной Фурии», у которого по мнению Ерофеевой Джесси получалась как нельзя лучше. Помимо этого в первых выпусках Джесси также изображалась отощавшей, замаскированной в меха диких животных.

### Производственный процесс
Я сейчас пишу две серии. И «Экслибриум» заявлялся как young-adult приключенческое городское фэнтези — пожалуй, его так можно назвать. У «Союзников» сеттинг более мрачный — мне не нравится определение «взрослый», потому что мне не кажется, что оно справедливо, но с ходу ничего лучше я придумать не могу. Это более серьезный, взрослый тон, и, пожалуй, это мне нравится как автору, именно эта разница в подходах и атмосфере двух серий. Хотя я не могу сказать, что я лично, как автор, могу эту разницу выдерживать — мне кажется, что в «Союзниках» я всегда скатываюсь в какой-то проклятый юмор, а в «Экслибриуме» скатываюсь в какое-то проклятое гуро. Просто это вещи, которые возбуждают мое воображение, и я не могу их не писать — мне они кажутся интересными.
Ещё до того, как начать заниматься перезапуском «Красной Фурии», Наталия Девова заявляла, что текущая идея комикса ей не по душе, и что «Фурия» «красноречивый пример того, что серия про девочку — не обязательно серия для девочек», под чем понималась абсурдность и хаотичность сюжетов, а также чрезмерная сексуализация и объективация героинь комикса. Наталия утверждала, что настоящая серия для женской аудитории должна прежде всего содержать в себе героинь, которые смогут стать для читательниц ролевыми моделями, и на которых захочется равняться. Девова видела потенциал «Фурии» и давно хотела приложить руку к написанию серии, чего ей и удалось добиться с перезапуском комикса. Первые выпуски «Союзников» стали самыми показательными: из весёлого и сумбурного шпионского боевика серия превратилась в напряжённый психологический триллер, посвящённый главным образом отображению рефлексии главных героев, в частности, Ники Чайкиной, потерявшей ноги и ставшей инвалидом. При этом Девова отмечала, что во время работы издательство никак не ограничивало её и давало ей полную творческую свободу. Также вместе с сумбуром пропала и сексуализация. Такие изменения были восприняты профильными критиками крайне положительно, вследствие чего «Союзники» не раз назывались лучшим перезапуском комиксов Bubble в рамках инициативы «Второго дыхания».
Помимо психологического триллера, «Союзники» обладали признаками хоррора и слэшера. Особенно это заметно в сюжетной арке «Естественный отбор», где одна из героинь, Лотта, становится подобием зомби, охотящимся на других героев с топором. Помимо «Союзников» элементы ужасов и слэшера встречались в сюжетной арке «Морок» комикса «Экслибриум», автором которого также была Наталия Девова, — главные герои комикса попадали в мир книги Говарда Филлипса Лавкрафта «Зов Ктулху», стараясь выжить в условиях хаоса и ужаса ожившей книги. Звучали предположения, что подобные решения могут быть следствием «прощупывания» аудитории и попыткой проанализировать, как будут восприняты подобные жанровые решения. Причиной этого называли потенциальные планы издательства по выпуску отдельной линейки хоррор комиксов. Сама Девова, в свою очередь, объяснила это своими персональными вкусами.
Немаловажным элементом сюжета «Союзников» стал концепт «оперённых» — людей, получивших сверхсилы после контакта с пером бога Кутха, главного антагониста кроссовера «Время Ворона». В финале, после поражения и смерти от рук главных героев «Майора Грома», «Инока», «Бесобоя» и «Красной Фурии», от злодея остаются белые перья, разлетающиеся по всему миру. Каждое перо содержит в себе часть силы Кутха, которая передаётся существу, вступившему с пером в физический контакт. Это происходит со многими героями «Союзников»: Лоттой, Джошем, Мико. Герои чаще всего оказываются не готовы к обретению сверхъестественных сил и не могут контролировать их должным образом. Как следствие, общество воспринимает их как угрозу и начинает на них охоту. Профильные критики посчитали такое решение очень схожим на центральную идею, сюжет и сеттинг американского комикса «Люди Икс», который также рассказывает историю о людях со сверхспособностями, пытающимися интегрироваться в боящееся и отвергающее их общество. Сама Девова была несогласна со сравнением с «Людьми Икс» и заявляла, что при работе над концептом оперённых вдохновлялась видением магии в серии компьютерных игр Dragon Age.

### Издание

Обложка книги-сборника «Союзники. Книга 1: Перед рассветом». Художник: Алина Ерофеева

«Союзники» стали серией-заменой «Красной Фурии» и были анонсированы совместно с другими новыми линейками в рамках события «Второе дыхание» в декабре 2016 года. Уже через месяц, 20 января 2017 года, состоялся выход первого выпуска. Последующие номера «Союзников» издавались каждое первое число месяца, однако периодически возникали исключения: некоторые выпуски выходили на один день раньше, другие — на день позже. Определённые выпуски имели дополнительный тираж с альтернативной обложкой, чаще всего приуроченный к фестивалям, либо являющийся эксклюзивом для тех или иных магазинов комиксов. Например, одна из таких обложек рисовалась приглашённым иностранным художником Матеусом Сантолоко (известным по работе над комиксами о Черепашках-ниндзя издательства IDW), несколько других — екатеринбургским художником Алексеем Горбутом в стилистике комиксов Marvel серебряного века. Пятнадцатый выпуск входил в сюжет кроссовера «Охота на ведьм», а номера с 23 по 27 стали частью кроссовера «Крестовый поход», продолжающего события комикса «Мироходцы». 15 марта 2017 года выходит первый номер «Союзников» в американском интернет-магазине цифровых комиксов ComiXology. К настоящему времени на английском языке вышло 13 номеров. Вышедший в сентябре 2019 года 33 номер «Союзников» становится последним печатным одиночным выпуском издательства, после чего Bubble переходит на цифровую дистрибуцию своих комиксов. В отличие от большинства других серий комиксов Bubble, вроде «Бесобоя» или «Игоря Грома», «Союзники» закончились не на 50 номере, а несколько раньше; так, 41 выпуск комикса стал последним, после которого Наталия Девова вновь вернулась к работе над «Экслибриумом», а именно — к продолжению «Экслибриум: Жизнь вторая». Похожая участь постигла другую обновлённую серию, «Мироходцев», закончившихся на 21 выпуске.
В сентябре 2017 года вышел первый сборник выпусков комикса в твёрдом переплёте, включавший в себя первые четыре номера и дополнительные материалы, среди которых: комментарии создателей, скетчи и зарисовки персонажей, локаций, эскизы обложек и их неиспользованные варианты. Сборники первых номеров новых серий «Второго дыхания» стали первыми книгами издательства в твёрдом переплёте, до этого выпускавшем сборники в мягком переплёте; несмотря на это нововведение, сборники в мягком переплёте продолжили выходить, но включали в себя меньшее количество выпусков, чем сборники в твёрдом переплёте, а раздел с дополнительными материалами содержал только эскизы обложек. Впоследствии была выпущена ещё одна такая книга, после чего издательство решило отказаться от «хардов» в пользу сборников в мягком переплёте. По словам главного редактора Bubble Романа Коткова причиной такого решения стали неудовлетворяющие продажи книг в твёрдом переплёте. Некоторые сборники получали дополнительный тираж с вариативной обложкой, который выпускался как эксклюзив для фестиваля Comic-Con Russia.

## Восприятие
«Союзники» получили крайне положительные отзывы, многие рецензенты называли комикс лучшим среди всех перезапусков Bubble Comics. Многие обозреватели сравнивали «Союзников» с американским комиксом «Люди Икс» издательства Marvel Comics. Положительную оценку получил сценарный труд Наталии Девовой, изменившей мир «Красной Фурии» до неузнаваемости, приятные и хорошо дополняющие сюжет иллюстрации Алины Ерофеевой, Марины Приваловой и Анны Рудь, а также работа колористки Виктории Виноградовой. Как и в большинстве случаев с другими перезапусками «Второго дыхания», профильные журналисты не прошли мимо того факта, что новому читателю, не знакомому с серией «Красная Фурия» и кроссовером «Время Ворона», будет трудно вникнуть в некоторые сюжетные моменты «Союзников», отсылающих к прошлым сериям. Негативно были восприняты элементы хоррора и слэшера, встречающиеся в нескольких сюжетных арках произведения.
В рецензии «Канобу» на новые серии инициативы «Второго дыхания» предшествующий «Союзникам» комикс «Красная Фурия» был назван Денисом Варковым, рецензентом ресурса, сумбурным и хаотичным. Сами «Союзники» из всех комиксов перезапуска произвели на Варкова наибольшее впечатление, сказав что авторы «сумели написать по-настоящему увлекательную историю, не намешивая в ней все и сразу». Несмотря на это, как и другие обозреваемые серии, «Союзники» были названы трудными в восприятии вне контекста событий предыдущего комикса. Спустя примерно год выходит повторный обзор новых серий, на этот раз посвящённый их развитию с течением времени. Денис Варков сравнивает «Союзников» с комиксом «Люди Икс» американского издательства Marvel Comics, находя множество параллелей между двумя произведениями: группа людей со сверхспособностями попадая под гнёт общества вынуждена податься в бега в поисках безопасного места. Сам комикс всё также был удостоен положительных отзывов, в частности за цельный и чётко прописанный драматический сюжет, удачное развитие старых персонажей и рисунки авторства Алины Ерофеевой, Анны Рудь и Марины Приваловой. Негативно были восприняты не впечатляющие новые персонажи. Обзор от сайта «Котонавты» оказался в целом положительным: обозреватель Александр Талашин отметил резкое изменение в настроении комикса по сравнению с «Фурией», хорошо прописанный сюжет и диалоги, заставляющие сопереживать персонажам, и работу «проверенного дуэта» в лице сценаристки Наталии Девовой и художницы Алины Ерофеевой, известных по работе над «Экслибриумом», также не пройдя мимо достижений колористки Виктории Виноградовой. Подытоживая свой обзор, Талашин дал максимальную оценку «Союзникам» в 10 баллов из 10.
Буянов Константин в своей рецензии для портала Geekster назвал «Союзников» «самой большой неожиданностью» и «наиболее приятным сюрпризом „Второго дыхания“». Среди плюсов Константин перечислял эмоциональный и трогательный сюжет работы Наталии Девовой о травмирующем опыте главной героини Ники Чайкиной и «неприятно острый» рисунок художницы Алины Ерофеевой, благодаря которому лучше ощущается надломленность Ники. По итогу автор предположил, что «Союзников», вероятно, можно назвать наиболее удавшимся и успешным перезапуском в рамках «Второго дыхания». Сергей Афонин в материале для GeekCity окрестил «Союзников» потрясающим и качественным скачком вперёд для «Красной Фурии». По сравнению с оригинальной серией, более напоминающей хаотичный «подростковый трэш с полуобнаженными девицами, динозаврами и зомби-нацистами», «Союзники» стали чем-то совершенно иным и противоположным «Фурии» — серьёзной драматической историей о сломленных людях с элементами экшен-хоррора в стилистике творений Джона Карпентера и Клайва Баркера. По итогу, Афонин посчитал, что «Союзники» хорошо демонстрируют суть любого перезапуска, — привлечение новой аудитории и обновление-«встряска» для старых фанатов — и назвал комикс «настоящим успехом». Коллега Афонина по GeekCity Никита Гмыза посетовал на то, что не читая «Красной Фурии» ему было сложно понять некоторые сюжетные моменты «Союзников»; саму «Фурию» Гмыза сравнил с комиксом Gen¹³ издательства Wildstorm, который в свою очередь назвал «нефильтрованной подростковой порнографией». По этой причине Гмыза подходил к «Союзникам» с осторожностью, однако отметив, что его опасения не подтвердились. Несмотря на рекомендации к прочтению для поклонников шпионской фантастики и колоритных персонажей, у самого редактора комикс не вызвал особых эмоций.
Оценка от Елизаветы Краснопёровой, представляющей сайт Kitchen Riots, была хвалебной. К положительным сторонам отнесли захватывающий сюжет и стиль рисунка Алины Ерофеевой, напоминающий старые комиксы и вызывающий тёплые чувства. Был положительно встречен рисунок Марины Приваловой, более «мягкий» и реалистичный в сравнении с работами Ерофеевой. Также Краснопёрова посчитала интересной деталью наличие на первой странице каждого выпуска своеобразного «послания» от одного из героев комикса; такое решение, по её мнению, помогает читателю лучше ощутить эмоции и чувства персонажей. Крайне положительную реакцию «Союзники» получили в обзорах от Юрия Коломенского, представляющего сайт SpiderMedia. Обращалось внимание на изменения в перезапуске в сравнении с «Красной Фурией» — теперь комикс не «весёлая шпионская серия», а тяжёлый психологический триллер, местами с элементами хоррора и слэшера. Более того, выпуски в стилистике психологического триллера оценивались автором выше, чем выпуски «эксплуатирующие слешерную эстетику». Было отмечено, что поздние выпуски по настроению вернулись к жанру приключенческого боевика. Как и в других обзорах, говорилось о местами трудных для понимания моментах, которые новые читатели, не знакомые с другими комиксами издательства, могут не воспринять. Не обошли стороной и труды авторского состава: удачный и работающий сценарий Наталии Девовой (по мнению Коломенского, значительно более лучший, чем в «Экслибриуме»), проработанные и детальные иллюстрации Алины Ерофеевой, гармонирующий с сюжетом рисунок Марины Приваловой. Положительно охарактеризовано раскрытие взаимоотношений между персонажами, отрицательно — затянутость отдельно взятых сюжетных линий и рисунок Анны Рудь. Коллега Коломенского по SpiderMedia Ольга Щербинина заявила, что идея лишить ног главную героиню до того полагавшуюся исключительно на свою физическую силу — благоприятная почва для развития драматической составляющей «Союзников». Сюжет был назван хорошо написанным и понятным для новых читателей, но при этом полным отсылок для давних фанатов. Негативно были восприняты моменты с элементами ужасов, по мнению Щербининой не сочетающиеся с основным жанром психологического триллера о шпионах.

### Коллекционные издания

#### Твёрдый переплёт
- Союзники — Книга 1: Перед рассветом. — Bubble Comics, Сентябрь 2017. — Т. 1 (№ 1—4) и доп. материалы. — 168 с. — (Союзники). — ISBN 978-5-9500084-9-8.
- Союзники — Книга 2: Условный рефлекс. — Bubble Comics, Сентябрь 2018. — Т. 2 (№ 5—14) и доп. материалы. — 296 с. — (Союзники). — ISBN 978-5-9500622-2-3.

#### Мягкий переплёт
- Союзники — Том 1: Перед рассветом. — Bubble Comics, Июнь 2018. — Т. 1 (№ 1—4). — 152 с. — (Союзники). — ISBN 978-5-9500621-3-1.
- Союзники — Том 2: Условный рефлекс. — Bubble Comics, Август 2018. — Т. 2 (№ 5—9). — 144 с. — (Союзники). — ISBN 978-5-9500622-7-8.
- Союзники — Том 3: Имаго. — Bubble Comics, Октябрь 2018. — Т. 3 (№ 10—14) и доп. материалы. — 140 с. — (Союзники). — ISBN 978-5-6041510-0-6.
- Охота на ведьм. — Bubble Comics, Октябрь 2018. — 206 с. — ISBN 978-5-6041511-0-5.
- Союзники — Том 4: Без ума. — Bubble Comics, Май 2019. — Т. 4 (№ 16—19) и доп. материалы. — 126 с. — (Союзники). — ISBN 978-5-6041511-9-8.
- Союзники — Том 5: Оборотная сторона. — Bubble Comics, Июнь 2019. — Т. 5 (№ 20—23) и доп. материалы. — 104 с. — (Союзники). — ISBN 978-5-6042726-1-9.
- Союзники — Том 6: Работа над ошибками. — Bubble Comics, Октябрь 2019. — Т. 6 (№ 24—28) и доп. материалы. — 136 с. — (Союзники). — ISBN 978-5-6042724-6-6.
- Союзники — Том 7: Падение Голиафа. — Bubble Comics, Апрель 2020. — Т. 7 (№ 29—33) и доп. материалы. — 170 с. — (Союзники). — ISBN 978-5-6042725-5-8.
- Союзники — Том 8: Цепная реакция. — Bubble Comics, Август 2020. — Т. 8 (№ 34—41) и доп. материалы. — 284 с. — (Союзники). — ISBN 978-5-6044313-0-6.